# Jelena Godina
Jelena Michajłowna Godina, ros. Елена Михайловна Година (ur. 17 września 1977 roku w Jekaterynburgu) – rosyjska siatkarka, występująca na pozycji przyjmującej, może grać również na pozycji środkowej bloku.

## Kariera
W siatkówkę zaczęła grać w wieku 8 lat. W kadrze narodowej zadebiutowała w 1995 roku. W 1997 roku Europejska Konfederacja Piłki Siatkowej - CEV wybrała ją Najlepszą siatkarką w Europie. Wraz z reprezentacją zdobyła srebrny medal na igrzyskach olimpijskich w 2000 roku, a także złoty medal na Mistrzostwach Świata 2006 w Japonii. Z reprezentacją Sbornej zdobyła kolejno trzy edycje Mistrzostw Europy w 1997, 1999 i 2001 roku, jest to rekord, od czasu ZSRR.
Wychowanka Urałoczki Jekaterynburg. Zawodniczka wielu klubów m.in. Eczacibasi Stambuł, NEC Red Rockets, Dubrowniku, w sezonie 2005/2006 reprezentowała włoski BigMat Sanpaolo Chieri. Po Mistrzostwach Świata w Japonii wróciła do Rosji, gdzie w sezonie 2006/2007 występowała w Dynamie Moskwa.
Karierę reprezentacyjną zakończyła w 2008 roku po zakończeniu Igrzysk Olimpijskich w Pekinie.
Godina została odznaczona tytułem Zasłużonego Mistrza Sportu, a także Orderem „Za zasługi dla Ojczyzny” II klasy 3 października 2009 r.
W 2011 r. zakończyła karierę sportową

## Sukcesy reprezentacyjne

### Grand Prix
- - (1997, 1999)
- - (1998, 2000, 2006)
- - (1996, 2001)

### Mistrzostwa Świata
- - (2006)
- - (1998, 2002)

### Igrzyska Olimpijskie
- - (2000)

### Mistrzostwa Europy
- - (1997, 1999, 2001)
- - (2005, 2007)

### Puchar Świata
- - (1999)

## Sukcesy klubowe

### Mistrzostwo Rosji
- - (1994, 1995, 1996, 1997, 1998, 1999, 2000, 2001, 2002, 2003, 2004, 2007, 2009)
- - (2008, 2010, 2011)

### Puchar Rosji
- - (2009)

### Liga Mistrzyń
- - (1995, 1997, 2003)
- - (2007, 2009)

## Nagrody indywidualne
- Najlepsza siatkarka w Europie - (1997)

### Grand Prix
- Najlepiej blokująca zawodniczka  - (1997, 1999)
- Najlepiej punktująca zawodniczka - (1998)

### Mistrzostwa Europy
- Najlepiej punktująca zawodniczka - (2005)

### Mistrzostwa Świata
- Najlepiej serwująca zawodniczka - (2006)

### Liga Mistrzyń
- MVP - (2004)

## Odznaczenia
- Odznaczona tytułem Zasłużonego Mistrza Sportu.
- Order „Za zasługi dla Ojczyzny” II klasy (3 października 2009)